# Driftwood River (Burntwood River)
Der Driftwood River (englisch für „Treibholz-Fluss“) ist ein rechter Nebenfluss des Burntwood River in der kanadischen Provinz Manitoba.
Der Driftwood River hat seinen Ursprung im 309 m hoch gelegenen Parent Lake im zentralen Westen von Manitoba. Er fließt in überwiegend nordnordöstlicher Richtung durch den Kanadischen Schild und mündet schließlich 5 km südwestlich des Apeganau Lake in den Burntwood River, einem linken Nebenfluss des Nelson River. Der Driftwood River ist 50 km lang.